# سیلنوس
سیلنوس (به یونانی: Σειληνοί) در اسطوره‌های یونان، کهن‌سال‌ترین همراه ماینادها (زنان مرید دیونوسوس) است.
رئیس ساتورها بود. دماغی پهن و دم و گوشی شبیه اسب داشت و پاهایش شبیه بز بود. مانند بقیه ساتورها ابله و ترسو و نادان بود. پسرانش همگی شبیه او بودند و سیلنوس‌ها خوانده می‌شدند.
هنگامی که آپولون رمه گاوهایش را گم کرد برای یابنده یازه گذاشته بود که سیلنوس بقیه ساتورها کسانی بودند که رمه را پیدا کردند. رمه توسط هرمس در زمانی که فقط شش روزش بود زمانی که هلیوس ارابه خورشید را پایین کشیده بود به دور از چشم او دزدیده شده بود.